# Back Door Man
«Back Door Man» es una canción de blues, originalmente escrita por el músico Willie Dixon en el año 1960, y lanzada como sencillo por Howlin' Wolf, un año después, en 1961 (aunque fue grabada en junio de 1960), como el lado B del sencillo Wang Dang Doodle en un sencillo de 7 pulgadas, bajo el sello de Chess Records, producido por Leonard Chess, Phil Chess y el mismo Willie Dixon.
La canción se convirtió en un éxito, siendo versionada por varios artistas, entre ellos, la versión más destacable de todos sería el de The Doors, en su álbum debut, The Doors .

## Letras y composición
La composición es un blues clásico, con guitarra eléctrica, mientras que la parte lírica cuenta con letras que se basan en la frase "Back-door man", que se usa para referirse a una persona que tiene una aventura con una mujer casada, usando la puerta trasera como una salida cuando llega el marido.
Este tema se ha usado no solo en esta canción, sino que en muchas otras (especialmente en el blues), tales como Charlie Patton, Lightnin' Hopkins, Blind Willie McTell, Sara Martin, entre otros cantautores.

## Grabación
La canción fue grabada en Chicago en junio del año 1960, con, como ya dicho, tiene a Howlin' Wolf en las vocales, el demás personal de la sesión fue:

### Personal
- Hubert Sumlin - Guitarra principal
- Freddie King, Freddy Robinson - Guitarra rítmica
- Otis Spann - Piano
- Willie Dixon - Bajo eléctrico
- Fred Below - Batería[5]

## Versión de The Doors
La banda estadounidense de blues rock, The Doors, hizo una versión de la canción acreditada a Willie Dixon, con un enfoque en el blues rock y rock psicodélico. La pista fue producida por el productor común de The Doors, Paul A. Rothchild, bajo el sello discográfico de Elektra Records.
Jim Morrison le da la vocal a la canción, Ray Manzarek le da todas las pistas de piano y teclado, mientras que el músico Robby Krieger le da la guitarra, y John Densmore está en la batería.
La canción fue un recurrente en el catálogo de su primer álbum de actuaciones en vivo de la banda, apareciendo incluso en el álbum en vivo, Absolutely Live.